# Ivan Mendes
Ivan Mendes Filho (Rio de Janeiro, 21 de agosto de 1985), é um ator brasileiro. Tornou-se conhecido por interpretar o personagem Rick na novela Luz do Sol.

## Biografia
Nascido na Zona Sul da cidade do Rio de Janeiro e filho do casal Ivan Mendes e Ana Beth Mendes, Ivan Mendes Filho desenvolveu o sonho de ser ator com o tempo. Na adolescência não pensava em frequentar aulas de teatro, foram os esportes que envolveram Ivan. Dentre os cursos que frequentou estão bodyboarding, skate, futebol, vôlei, basquete, e até mesmo ginástica olímpica, que praticou por seis anos, e capoeira, onde chegou a dar aulas. Entre 2002 e 2003 estudou teatro na escola Teatro Tablado. Em 2004 entrou para a faculdade de artes cênicas.

## Carreira
Em 2001, aos 16 anos, uma vizinha de Ivan soube que o ator Leonardo Brício precisava de atores que praticassem ginástica para compôr o elenco da versão da peça teatral O Ateneu e indicou Ivan, que conquistou uma vaga. A experiência como ator motivou Ivan a seguir este caminho, fazendo pequenas participações nas séries Sítio do Picapau Amarelo e A Grande Família. Em 2007 fez os testes para interpretar o protagonista de Luz do Sol, da RecordTV, que acabou ficando para Thiago Gagliasso, porém Ivan foi bem avaliado nos testes e integrou a novela no papel de Rick. Em 2008 assinou contrato com a Rede Globo e interpretou o surfista Pedro na novela Três Irmãs, um adolescente que engravidava a namorada e precisava lidar com a paternidade precoce. Em 2011 interpretou Guilherme no seriado global, Malhação. Em 2012 esteve em cartaz com a peça Caixa de Phósphorus e interpretou o marginal Pepeu na novela Salve Jorge. Após quatro anos estudando nos Estados Unidos, retornou ao Brasil para interpretar o quadrilheiro em Belaventura, que roubava dos ricos para dar aos pobres numa história inspirada em Robin Hood.

## Filmografia

### Televisão
| Ano  | Título                   | Personagem                         | Notas                          |
| ---- | ------------------------ | ---------------------------------- | ------------------------------ |
| 2002 | Sítio do Picapau Amarelo | Tony Power                         | Episódio: "Memórias de Emília" |
| 2006 | A Grande Família         | Max de Barros                      | Episódio: "As Debutantes"      |
| 2007 | Luz do Sol               | Ricardo Lins de Albuquerque (Rick) |                                |
| 2008 | Três Irmãs               | Pedro Henrique Santana (PH)        |                                |
| 2010 | Malhação                 | Guilherme Marques (Gui)            | Temporada 18                   |
| 2012 | Salve Jorge              | Pedro Paulo Fialho (Pepeu)         |                                |
| 2016 | 220 Volts                | Reinaldo Brandão                   | Episódio: "Academia"           |
| 2017 | Belaventura              | Daros                              |                                |
| 2019 | Me Chama de Bruna        | Pedro                              | Temporada 4                    |
| 2019 | A Dona do Pedaço         | Alex                               | Episódios: "9–10 de outubro"   |
| 2022 | Rensga Hits!             | Rodrigo                            |                                |

### Cinema
| Ano  | Título            | Personagem |
| ---- | ----------------- | ---------- |
| 2010 | Léo e Bia         | Brookie    |
| 2019 | Eu Sou Brasileiro | Marcoh     |
| 2022 | Eduardo e Mônica  | Felipe     |

## Teatro
| Ano  | Titulo   |
| ---- | -------- |
| 2001 | O Ateneu |
| 2010 | Garotos  |